# Parasyrisca kurgan
Parasyrisca kurgan Ovtsharenko, Platnick & Marusik, 1995 è un ragno appartenente alla famiglia Gnaphosidae.

## Etimologia
Il nome della specie deriva dalla località di rinvenimento degli esemplari: Kurgan-Dzhar, nel territorio del Kirghizistan meridionale.

## Caratteristiche
L'olotipo femminile rinvenuto ha lunghezza totale è di 8,10mm; la lunghezza del cefalotorace è di 3,00mm; e la larghezza è di 2,10mm.

## Distribuzione
La specie è stata reperita in Kirghizistan: l'olotipo femminile è stato rinvenuto in località Kurgan-Dzhar, nella catena montuosa dei Ferganskii, appartenente alla regione di Oš.

## Tassonomia
Al 2015 non sono note sottospecie e dal 1995 non sono stati esaminati nuovi esemplari.